# Вроцлав (аеропорт)
Аеропорт Вроцлав імені Миколая Коперника (пол. Port Lotniczy Wrocław im. Mikołaja Kopernika) (IATA: WRO, ICAO: EPWR) — міжнародний аеропорт у Вроцлаві на південному заході Польщі. Аеропорт розташований за 10 км на північний захід від центру міста. Має одну злітно-посадкову смугу, один пасажирський термінал, один — авіація загального призначення і один — вантажний.
В аеропорту базуються компанії:
- Enter Air
- Buzz
- Wizzair

Історія аеропорту розпочалася в 1930-і роки, коли було побудовано летовище для потреб німецької армії. У той час воно мало найменування Бреслау-Шенгартен (нім. Breslau-Schöngarten). У лютому 1945 року летовище було захоплено Червоною Армією. Цивільна авіація стала використовувати летовище з червня 1945 року.
Ім'ям Миколая Коперника аеропорт назвали 6 грудня 2005 року.
11 березня 2012 року в аеропорту Вроцлав розпочав роботу новий термінал, побудований до Євро 2012. Старий термінал з цього моменту закритий для пасажирів і використовують для обслуговування приватних літаків; також у ньому діють школа пілотів, крамниця для пілотів, офіси авіакомпаній.
Через існування поблизу гарнізонів НАТО (Болеславець, Сьвентошув, Жагань), в яких американські війська розміщені в рамках операції «Атлантичне рішення» з січня 2017 року, аеропорт Вроцлав дуже часто використовується транспортними літаками ВПС США (зокрема, Boeing C-17 Globemaster III, Lockheed C-130 Hercules, Lockheed C-5 Galaxy). 23 вересня 2019 року в Нью-Йорку президенти США та Польщі підписали декларацію про поглиблення оборонного співробітництва, в якій аеропорт Вроцлав був визначений як місце проживання бази повітряного транспорту армії США. Районна рада з інфраструктури з Вроцлава в липні 2020 року оголосила тендер на підготовку передпроектної документації щодо підготовки інфраструктури для аеровокзалу Дебаркатіон (APOD) в аеропорту Вроцлава.

## Наземний транспорт
Автобусні маршрути 106 (вдень, квиток коштує 3,40 PLN [~0,75 €]) і 206 (в ніч, квиток коштує 3,60 PLN [~0,80 €]) курсують між аеропортом і центром Вроцлава.
Аеропорт також обслуговують традиційні корпорації таксі, а також Uber, Bolt, iTaxi та Free Now.
Також є велосипедна доріжка, яка веде до аеропорту.

## Авіалінії та напрямки, серпень 2022

### Пасажирські
| Авіакомпанія                  | Пункт призначення |
| ----------------------------- | --- |
| Air France Hop                | Париж-Шарль де Голль |
| Buzz                          | Сезонний чартер: Корфу, Іракліон, Кос Родос, Тирана, Закінф |
| Corendon Airlines             | Сезонний: Анталія |
| Enter Air                     | Чартер: Анталія, Хургада Сезонний чартер: Корфу, Енфіда, Тирана, Варна, Закінф |
| European Air Charter          | Сезонний чартер: Бургас |
| Eurowings                     | Дюссельдорф |
| KLM                           | Амстердам |
| LOT Polish Airlines           | Варшава-Шопен Сезонний: Барселона, Кос Сезонний чартер: Бодрум |
| Lufthansa                     | Франкфурт, Мюнхен |
| Norwegian Air Shuttle         | Осло–Гардермуен |
| Ryanair                       | Аліканте, Париж-Бове, Бергамо, Біллунн, Болонья, Борнмут, Бристоль, Брюссель-Шарлеруа, Дублін, Східний Мідландс, Единбург, Гданськ, Глазго, Лідс/Бредфорд, Лісабон (з 30 жовтня 2022), Ліверпуль, Лондон-Станстед, Мальта, Манчестер, Неаполь, Ньюкасл, Палермо, Пафос, Піза, Рим-Чіампіно, Осло-Торп, Шаннон Сезонний: Афіни, Ханья, Корфу, Жирона, Малага, Ольштин, Пальма-де-Мальорка, Подгориця, Стокгольм–Арланда, Тревізо, Турин, Задар |
| Smartwings Poland             | Сезонний чартер: Родос, Салоніки |
| Swiss International Air Lines | Цюрих |
| Wizz Air                      | Барселона, Бірмінгем, Донкастер/Шеффілд, Дортмунд, Ейндговен, Кутаїсі, Лансароте, Ларнака, Лондон-Лутон, Рейк'явік, Осло-Торп, Стокгольм-Скавста Сезонний: Барі, Бургас, Дубровник, Родос, Спліт, Тирана |

## Статистика

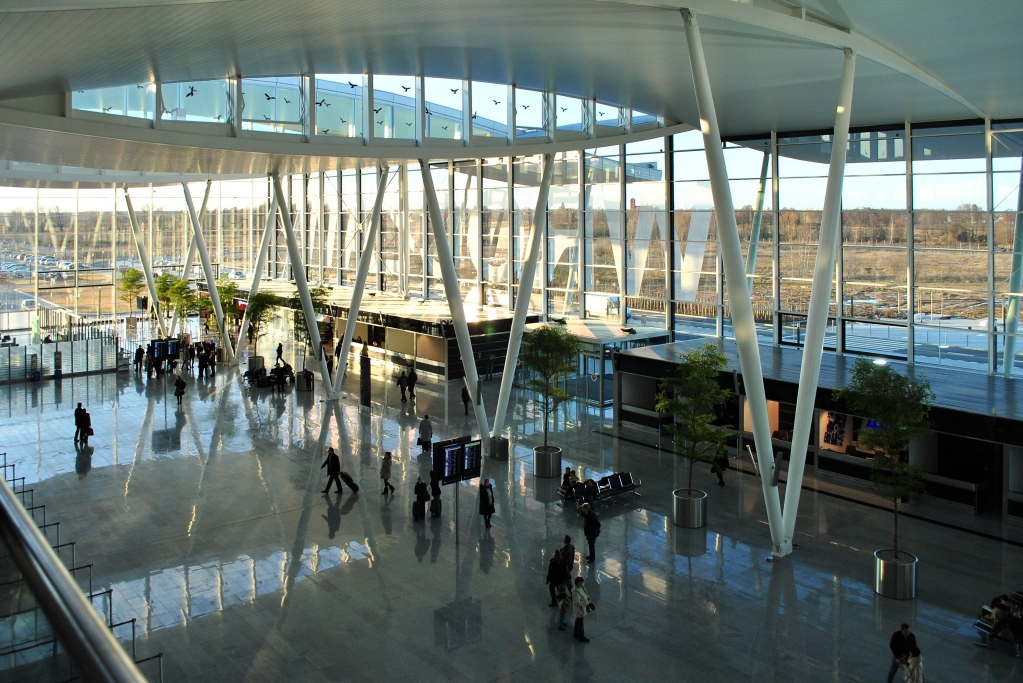
Основний інтер'єр терміналу

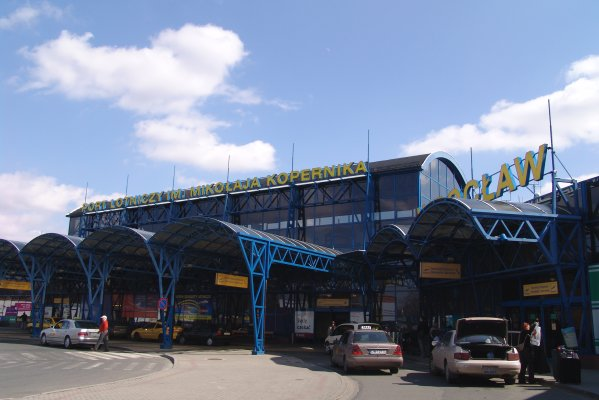
Термінал авіація загального призначення

| Рік  | Пасажирообіг | Вантажообіг (тонн) | Авіатрафік |
| ---- | ------------ | ------------------ | ---------- |
| 1998 | 174 202      | 871                | 9 558      |
| 1999 | 191 502      | 628                | 10 333     |
| 2000 | 210 873      | 2 548              | 11 858     |
| 2001 | 237 705      | 1 172              | 7 430      |
| 2002 | 236 151      | 1 571              | 6 594      |
| 2003 | 284 334      | 1 183              | 12 384     |
| 2004 | 355 431      | 823                | 18 509     |
| 2005 | 454 047      | 1 378              | 20 556     |
| 2006 | 857 931      | 1 510              | 25 002     |
| 2007 | 1 270 825    | 1 458              | 26 948     |
| 2008 | 1 486 442    | 1 462              | 32 000     |
| 2009 | 1 365 456    | 1 031              | 25 472     |
| 2010 | 1 654 439    | 946                | 23 627     |
| 2011 | 1 657 472    | 957                | 25 339     |
| 2012 | 1 996 552    | 928                | 27 960     |
| 2013 | 1 920 179    | 910                | 24 958     |
| 2014 | 2 085 638    | 5 816              | 24 970     |
| 2015 | 2 320 000    | 6 729              | 24 510     |
| 2016 | 2 419 561    | 9 863              | 25 486     |
| 2017 | 2 855 071    | 1 025              | 27 737     |
| 2018 | 3 347 553    | 10 425             | 32 462     |
| 2019 | 3 548 089    | 11 061             | 32 967     |

### Пасажирообіг
Див. джерело запитів Вікіданих та джерела.